# Cool Valley
Cool Valley és una població dels Estats Units a l'estat de Missouri. Segons el cens del 2000 tenia 1.081 habitants.

## Demografia
Segons el cens del 2000, Cool Valley tenia 1.081 habitants, 402 habitatges, i 272 famílies. La densitat de població era de 869,5 habitants per km².
Dels 402 habitatges en un 30,1% hi vivien nens de menys de 18 anys, en un 39,6% hi vivien parelles casades, en un 24,6% dones solteres, i en un 32,1% no eren unitats familiars. En el 25,4% dels habitatges hi vivien persones soles el 8,7% de les quals corresponia a persones de 65 anys o més que vivien soles. El nombre mitjà de persones vivint en cada habitatge era de 2,69 i el nombre mitjà de persones que vivien en cada família era de 3,26.
Per edats la població es repartia de la següent manera: un 27,8% tenia menys de 18 anys, un 9,3% entre 18 i 24, un 27,1% entre 25 i 44, un 25,3% de 45 a 60 i un 10,6% 65 anys o més.
L'edat mediana era de 36 anys. Per cada 100 dones de 18 o més anys hi havia 75,9 homes.
La renda mediana per habitatge era de 42.727 $ i la renda mediana per família de 47.250 $. Els homes tenien una renda mediana de 35.893 $ mentre que les dones 23.500 $. La renda per capita de la població era de 20.847 $. Entorn del 10,1% de les famílies i el 10,4% de la població estaven per davall del llindar de pobresa.

## Poblacions més properes
El següent diagrama mostra les poblacions més properes.